# Neodawnaria hondurensis
Neodawnaria hondurensis är en insektsart som beskrevs av O'brien 1982. Neodawnaria hondurensis ingår i släktet Neodawnaria och familjen Derbidae. Inga underarter finns listade i Catalogue of Life.